# روجر جونسون (أستاذ جامعي)
روجر جونسون (بالإنجليزية: Roger V. Johnson) هو اقتصادي نيوزيلندي، ولد في 10 ديسمبر 1943 في دنيدن في نيوزيلندا.

## وصلات خارجية
- روجر جونسون على موقع أوليمبيديا (الإنجليزية)
- روجر جونسون على موقع اتحاد ألعاب الكومنولث (مؤرشف) (الإنجليزية)